# ハナフサ
ハナフサ（花房）は、キンギョの一品種。背鰭を欠くタイプと欠かないタイプがおり、呼ぶ名称も異なる。

## 概要
背鰭を欠かないタイプを指す場合が多く、主にオランダシシガシラ、リュウキンに多く、日本産の個体が多い。背鰭を欠くタイプはランチュウに多く、中国産を指す。
　共通する点は鼻孔から肉が食み出しており、見た目が房が飛び出しているように見る事から名付けられた。区別をする意味で日本産をハナフサ（花房）、中国産をフサヒゲ（房髭）と区別をする場合が多い。現在では日本産の個体は愛好家以外では手に入り難く、大半は中国産である。

## 日本花房
背鰭があるタイプの日本花房は近畿大学で教授、農学博士であった松井佳一による書籍等には鎖国時に琉球を経て九州や四国で繁殖されたオランダシシガシラの一部から当然変異で現れ、後に三重県の松阪市、鈴鹿市を中心に飼育をされた事から日本花房を伊勢花房と呼ぶ事があると記されている。
　この時のオランダシシガシラは現在の個体と違い、ワキンに近く、大きくなる九州産のジャンボシシガシラや四国産のトサキンに準じた反り尾の個体であるアワニシキ等がおり、現在の個体とは異なる。震災等で大正年間に一時は全滅をしたが、昭和31年（1956年）に大和郡山市、弥富市で相次いで発見され、現在は保存会が中心となり、飼育されている。

## 中国花房
こちらはランチュウと同じ背鰭が無いタイプであり、中国では絨球魚（シュウキュウギョ）と呼ばれており、桜井良平の書籍によると房の大きさは国産の個体よりも小さいが、色彩等は鮮明であり、醍醐味がある事が書かれている。
　日本花房に類似る背鰭がある個体も存在するが、こちらはエドニシキ等を交配する際に産まれた個体であり、アズマニシキ、キャリコリュウキン等が片親のために産まれる。これ等は中国花房として区分されず、オランダハナフサ、リュウキンハナフサ等で呼ばれ、個体を区別する。
　このタイプには鰓の巻く個体もおり、マキエラ（巻鰓）と呼ばれ、鰓にある耳の部分が変形をしている。鼻（フサランチュウ）、眼（チョウテンガン、スイホウガン）の変形した個体とは違い、好まれておらず日本での流通は殆どない。

## 飼育
留意する点は当歳の個体は房が小さく、フィルターに房が巻き込まれる事があり、フィルターにカバーを付ける等の処置をしないと飼育はできない。房はちぎれると再生はせずに細菌が要因となる疾患に罹患し、死ぬ要因となる場合もある。
　
　餌に関しては他の金魚と同じで構わないが、浮上の餌は房が邪魔をする場合があり、好ましくない事がある。沈下する餌は問題が殆どなく、適しており、ゆっくり沈む物を与えるのが好ましい。